# Auvergnatische Sprache

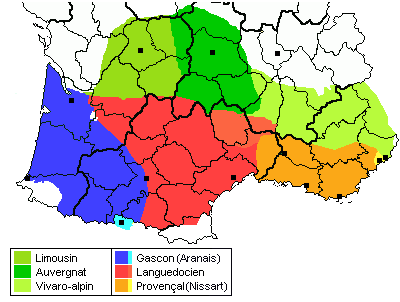
Die Verbreitungsgebiete des Auvergnatischen und der anderen Dialekte des Okzitanischen

Auvergnatisch (auvergnatisch: Auvernhat; französisch: Auvergnat) ist eine regionale Variante des Okzitanischen, die im zur Auvergne gehörenden Teil des Zentralmassivs gesprochen wird.
Schon im Mittelalter wurde das Auvergnatische als eigenständige Sprachform wahrgenommen und „langue d’Auvergne“ genannt. Der Dialekt ist durch die Volkslieder Joseph Canteloubes auch außerhalb Frankreichs bekannt.

## Wörterbücher
- Pierre Bonnaud: Nouveau dictionnaire général français-auvergnat. Éditions Créer, Nonette 1999, ISBN 2-909-797-325.

- Karl-Heinz Reichel: Grand dictionnaire général auvergnat-français. Éditions Créer, Nonette 2005, ISBN 9782848190211.

## Grammatiken
- Pierre Bonnaud, Marie-France Gouguet, Karl-Heinz Reichel: Abrégé de grammaire des parlers du nord-est de l'Auvergne. CTA Clermont-Ferrand 1987. ISSN 0335-850X.
- Pierre Bonnaud: Grammaire générale de l’auvergnat à l’usage des arvernisants. Cercle Terre d’Auvergne, Chamalières 1992. ISSN 0398-9488.